# Stena Metall

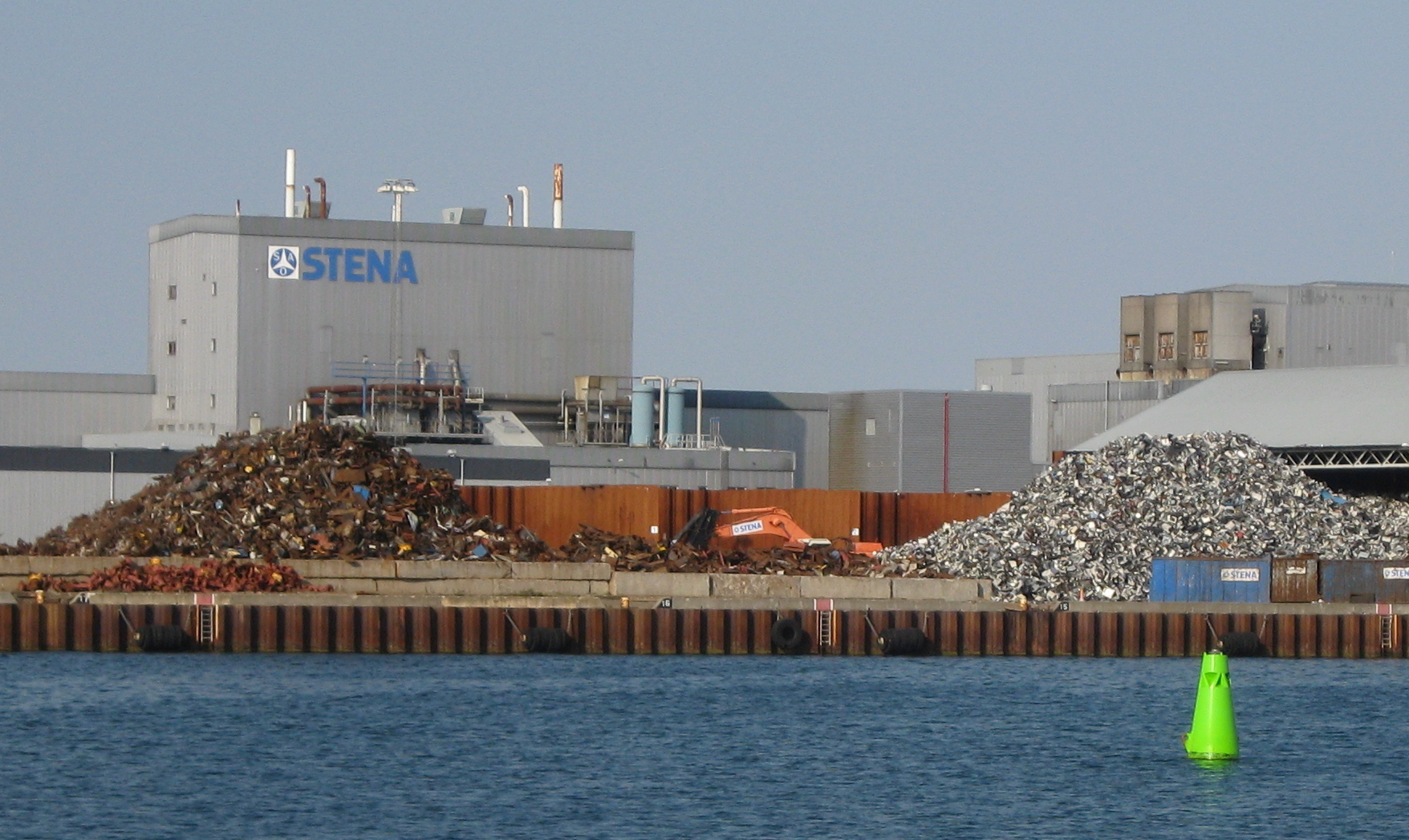
Stena Metall i Malmö

Stena Metall AB är ett företag inom återvinningsbranschen, som sysslar med insamling och nedsmältning av metaller, däribland aluminium. Det grundades 1939 i Göteborg av Sten A. Olsson. Efter att främst varit ett handelsföretag, organiserades från 1952 insamling och bearbetning av skrot.
År 1977 köptes Stålgrossist och 1980 PLM Återvinning i Ystad, som då var Sveriges näst största återvinningsföretag. År 1983 skiljdes Stena Metall ut från Stena AB och bildade Stena Metall AB. År 1989 förvärvades AB Bilfragmentering i Halmstad och 1999 Gotthard Nilssonkoncernen.
Genom Stena Recycling AB sker insamling och bearbetning av plast, papper, elektronikskrot samt farligt avfall och kemikalier på 173 platser i fem länder.